# هارانتس آناپات
هارانتس آناپات (ارمنی: Հարանց անապատ یا سیونیاتس متس آناپات ارمنی: Սյունյաց Մեծ անապատ؛ انگلیسی: Harants Anapat) یک صومعه متعلق به کلیسای حواری ارمنی واقع در شهر هالیدزور، استان سیونیک ارمنستان می‌باشد. ساخت و ساز این ساختمان در سده ۱۷ام میلادی؛ به پایان رسید. این بنا به سبک معماری ارمنی طراحی شده است.